# Ширяев, Пётр Григорьевич
Пётр Григорьевич Ширяев (15 ноября 1859, село Таволожка, Саратовская губерния — 1 апреля 1899, Казань) — русский революционер, народник, журналист.

## Биография
Пётр Григорьевич Ширяев родился в семье управляющего имением помещиков Языковых, вольноотпущенника Григория Степановича Ширяева (1825 — 16 сентября 1870) и дочери дьячка Ларисы Ивановны (в девичестве Сергеева, р.1839). В семье было семеро детей, двое из которых — сын и дочь, умерли в младенчестве. Кроме Петра в семье были старший брат — Степан (27 октября 1857 — 18 августа 1881), младшие братья — Иван (1 апреля 1862 — 22 января 1915) и Николай (р. 30 марта 1864), сестра Елена (р. 29 мая 1867).
В 1870 году поступил в Саратовскую мужскую гимназию благодаря протекции и материальной помощи помещика Языкова Н. П. Под влиянием старшего брата Степана, товарищей по гимназии и специальной литературы, был вовлечён сначала в кружок самообразования. В кружке участвовал и одноклассник Сергей Бобохов.
В 1874—1875 годах был членом революционного кружка гимназистов старших и средних классов под руководством старшеклассника Степана Ширяева и студента Феофана Гераклитова. В мае 1875 года вышел из гимназии, понимая, что иначе будет исключён без права поступления в другие учебные заведения, однако не отказался от дальнейшего участия в революционном движении.
Выйдя из гимназии, поступил наборщиком в типографию, затем работал учеником слесаря на чугунно-литейном заводе С. Г. Плотникова в Саратове. Вёл противоправительственную пропаганду среди рабочих.
25 января 1877 года был арестован в квартире на Ильинской улице, в которой проживали коммуной революционеры: Ф. Е. Гераклитов, П. Г. Ширяев, В. П. Благовещенский, И. Т. Софинский, С. Н. Бобохов, П. Н. Щербина и привлечен к дознанию. В ходе обыска в квартире была обнаружена запрещённая литература революционного содержания. Департамент полиции возбудил дело «По обвинению крестьянина П. Г. Ширяева, дворянина П. Н. Щербины и сына священника И. Т. Софинского в распространении нелегальной литературы». Содержался в Саратовском тюремном замке в течение почти 18 месяцев.
По Высочайшему повелению 14 июня 1878 года дело о нём разрешено в административном порядке с высылкою его под гласный надзор полиции в одну из северо-восточных губерний. 13 августа 1878 года водворён в Шенкурске (Архангельская губерния). В декабре 1878 года пытался бежать вместе с Сергеем Бобоховым и Владимиром Бондыревым из Пинеги во время разъезда с Пинежской ярмарки под видом купцов. Задержан 14 декабря 1878 года в дер. Родионовке (Холмогорский уезд).
За неподобающее поведение во время суда над Сергеем Бобоховым 12 марта 1879 года в Архангельске, выслан в Якутскую область. В конце декабря 1879 года водворён в Средне-Колымске.
В январе 1882 года отправлен в Якутск, где был призван на военную службу в местную военную команду. Служил до апреля 1885 года, одновременно находился под негласным надзором Департамента полиции. Уволился из армии в чине ефрейтора запаса.
Вернулся на родину в Саратовскую губернию.
В конце 80-х — 90-х жил в Казани и Нижнем Новгороде. Работал журналистом, сотрудничал с легальной казанской и нижегородской прессой.
Умер от туберкулёза 1 апреля 1899 года в Казани.

## Жена
- Долгорукова, Анна Дмитриевна — 1885—1899